# Szulákmolyfélék
A szulákmolyfélék (Bedelliidae) a valódi lepkék (Glossata) alrendjébe tartozó Yponomeutoidea öregcsalád egyik családja mindössze egyetlen nemmel, aminek két faja Magyarországon is közönségesnek számít (Pastorális, 2011).
- magyar szulákmoly (Bedellia ehikella Szőcs, 1967)
- közönséges szulákmoly (Bedellia somnulentella Zeller, 1847)

Hernyója nagy foltaknát rág a tápnövény levelébe (Mészáros, 2005).